# Chrysops proclivis
Chrysops proclivis är en tvåvingeart som beskrevs av Osten Sacken 1877. Chrysops proclivis ingår i släktet Chrysops och familjen bromsar. Inga underarter finns listade i Catalogue of Life.